# マルヨ・マティカイネン＝カールストロム
マルヨ・マティカイネン＝カールストロム（Marjo Tuulevi Matikainen-Kallström、1965年2月3日 - ）は、フィンランド、ウーシマー県ロホヤ出身の元クロスカントリースキー選手、政治家。1980年代にクロスカントリースキーの国際大会で活躍し、現役引退後は国民連合党に所属して活動している。

## プロフィール

### スポーツキャリア
1984年のサラエボオリンピック代表に抜擢され、5km22位、リレーでは銅メダル獲得メンバーとなった。1984年12月13日にイタリアのヴァルディソールで行われた5kmでクロスカントリースキー・ワールドカップにデビュー、19位となり1985年ノルディックスキー世界選手権ではリレーで4位となった。翌1985年12月7日にカナダで行われた5kmでワールドカップ初勝利をあげるとそのまま好調を維持して1985-1986シーズン総合優勝を達成した。
1987年ノルディックスキー世界選手権では5km金、10km銀、20km4位、リレー6位の成績を残し、ワールドカップシーズン総合では2連覇を達成した。
1988年のカルガリーオリンピックでは5kmで金、10kmとリレーでは銅と3小のメダルを獲得、ホルメンコーレンスキー大会ではこの年に新設された30kmの初代王者となり、ワールドカップでは総合3連覇を達成した。
自国フィンランドで開催された1989年ノルディックスキー世界選手権では15kmとリレーで金メダル、10kmフリー走法で銀メダル、10kmクラシカル走法と30kmで銅メダルと、出場5種目すべてでメダルを獲得した。
24歳にして数々の栄光を得たマティカイネンはこのシーズンを最後にヘルシンキ工科大学での研究に専念するために現役を引退した。

### セカンドキャリア
1992年に工学の修士号とMBAを取得して大学を卒業、Fortumグループで働く一方、1995年にArne Matias Kallströmと結婚し、3人の子供をもうけた。政界に進出し国民連合党に所属して、1996年から欧州議会議員（1996年から2004年）、フィンランド国会（エドゥスクンタ）議員（2004年から）、
エスポー市協議会議員（2005年から）、民連合党副党首（2004年6月6日から2006年11月6日）などを歴任する。
フィンランドスキー連盟理事（1990年から2007年）、フィンランドオリンピック委員会副委員長（2000年から）、国際スキー連盟理事（2002年から2006年）、欧州エネルギー財団副委員長（1996年から2004年）など数々の要職を務めている。